# San Fermo della Battaglia
San Fermo della Battaglia es una localidad y comune italiana de la provincia de Como, región de Lombardía, con 4186 habitantes.

## Evolución demográfica
| Gráfica de evolución demográfica de San Fermo della Battaglia entre 1861 y 2001 |
|                                                                                 |
| Fuente ISTAT - elaboración gráfica de Wikipedia                                 |